# سیتروئن سی۱
سیتروئن سی۱ (به انگلیسی: Citroën C1) نام خودروی شهری کارخانه سیتروئن فرانسه است. این مدل از سال ۲۰۰۵ تاکنون در حال تولید است.
سی۱ بخشی از پروژه توسعه شرکت PSA مربوط به شرکت پژو سیتروئن با سرمایه‌گذاری مشترک شرکت تویوتا است. این خودرو به همراه خودروهای پژو ۱۰۸، پژو ۱۰۷ و تویوتا آیگو، به صورت مشترک بر روی پلت فرم یکسان در کارخانه تویوتا پژو سیتروئن اتومبیل چک که واقع در شهر کلین واقع در کشور جمهوری چک است. سه خودروی پژو ۱۰۷، پژو ۱۰۸ (جانشین پژو ۱۰۷) و تویوتا آیگو نسل اول و دوم برمبنای سیتروئن سی۱ تولید می‌شوند و هم‌زمان با این خودرو رونمایی شدند. هر چهار خودرو دریک کارخانه و بر اساس یک پلت فرم و با قطعات یکسان تولید می‌شوند و تفاوت آن‌ها به شکل ظاهریشان محدود می‌گردد. طول نسل اول آن در حالت طبیعی ۳٬۴۰۵ میلی‌متر (۱۳۴٫۱ اینچ)، عرض نسل اول آن در حالت طبیعی ۱٬۶۱۵ میلی‌متر (۶۳٫۶ اینچ)، ارتفاع نسل اول آن در حالت طبیعی ۱٬۴۶۵ میلی‌متر (۵۷٫۷ اینچ) و وزن نسل اول آن در حالت طبیعی ۸۹۰ کیلوگرم (۱٬۹۶۲ پوند) است. در سال ۲۰۱۴ سیتروئن از نسل دوم این خودرو که با نسل قبلی خود تفاوتهای فراوانی داشت معرفی کرد که فاصله بین دو محورش ۲٬۳۴۰ میلی‌متر بود. طول نسل دوم نیز ۳٬۴۶۰ میلی‌متر، عرض نسل دوم نیز ۱٬۶۲۰ میلی‌متر، ارتفاع نسل دوم نیز ۱٬۴۶۰ میلی‌متر و در نهایت وزن نسل دوم نیز ۸۴۰ کیلوگرم است.

## نسل اول

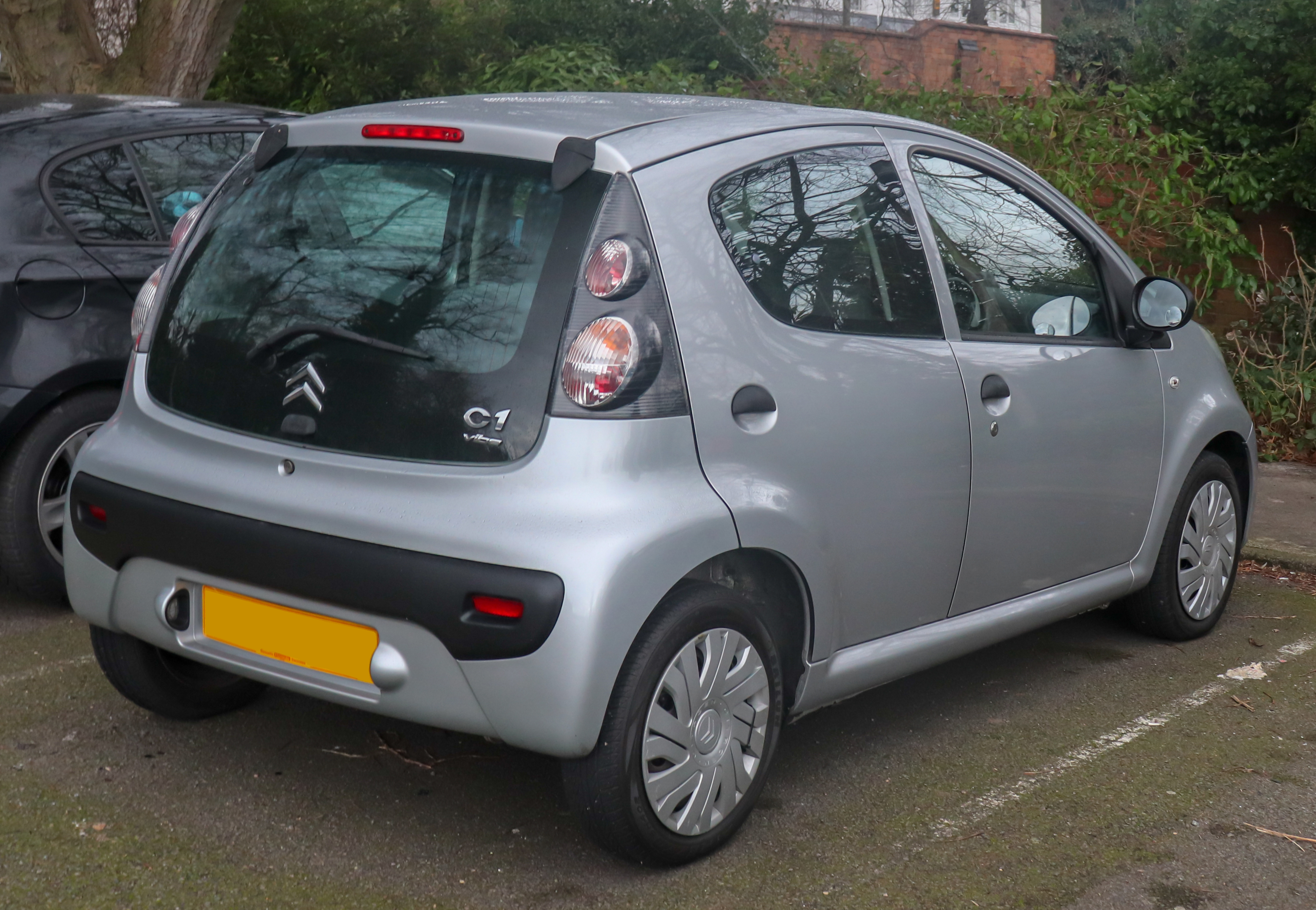
نمای پشت

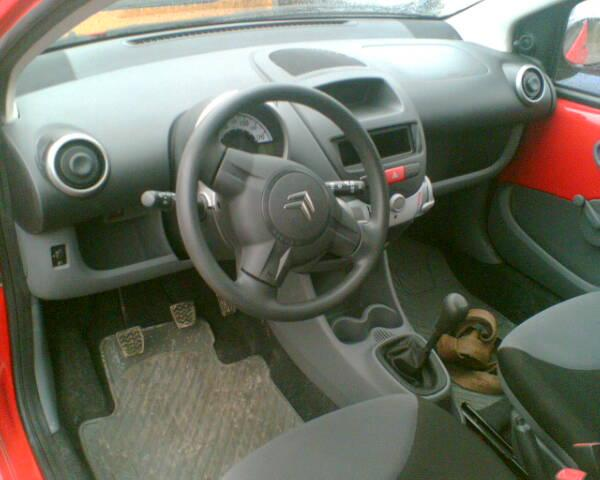
طراحی کابین

این خودرو دارای پلتفرم مشترک با خودروهای تویوتا آیگو و پژو ۱۰۷ می‌باشد. پژو ۱۰۷ از جلوی سپر و چرخ‌های عقب مانند سی۱ است. اما تویوتا ایگو کمی متفاوت تر است، ولی هنوز شباهت بسیاری با مدل سی۱ دارد. چراغ‌های جلوی این خودرو حالتی نرم و کشیده دارند که بر روی گلگیر نیز کشیده شده‌است. این حالت سبب شده تا چهرهٔ این خودرو دوست داشتنی تر جلوه کند. جلوپنجره نیز از میان چراغ‌ها حذف شده و تنها مجرایی بر روی سپر برای تنفس موتور در نظر گرفته شده‌است. نشان سیتروئن که بین چراغ‌ها قرار داده شده در حقیقت مرکز ثقل طراحی این اتومبیل را در جلو تشکیل می‌دهد تا با اولین نگاه به این خودرو احیاناً آن را با پژو ۱۰۷ اشتباه نگیرید. این خودرو در دو گونهٔ ۳ و ۵ در ساخته می‌شود که گونهٔ ۵ در برای کسانی که در پی استفادهٔ بیشتر از فضای این خودرو هستند و مدل ۳ در برای کسانی که به دنبال چابکی در ترافیک هستند، مناسب تر است. البته با توجه به موتورهای در نظر گرفته شده برای این خودرو نباید گفت که مدل ۳ در یک مدل اسپرت است و در آن قابلیت‌های اسپرتی لحاظ شده‌است. این خودرو در نمای عقب نیز با داشتن چراغ‌هایی عمودی شکل که بر روی ستون قرار گرفته‌اند به همراه قاب سیاه رنگ دور شیشهٔ عقب نمایانگر یک خودروی کوچک شهری و علی‌الخصوص فرانسوی است!
طول این اتومبیل ۳ متر و ۴۳ سانتیمتر می‌باشد که پارک کردن آن در نواحی شلوغ را بسیار آسان می‌کند. همچنین ایمنی این خودرو نیز با گرفتن ۴ از ۵ ستاره از یورو ان سی ای پی قابل تحسین است (ب ام و سری ۵ نیز از این کانون ۴ ستاره دریافت نموده است).
طراحی خارجی این کوچولوی فرانسوی، زیبا و دوست داشتنی است و طرحی است که با نگاه اول مهر آن در دل شما می‌نشیند! و شما را به خود علاقه‌مند می‌سازد!

### طراحی داخلی
درون این خودرو نیز همانند ظاهر آن مدرن و شیک طراحی شده‌است. به‌طوری‌که کمتر از یک خودروی ارزان قیمت کوچک انتظار می‌رود.
فرمان ۳ شاخهٔ این خودرو که مزین به علامت سیتروئن در مرکز خود است، با نشان دهنده‌های گردی که در پشت سرش قرار گرفته در هماهنگی کامل است. سرعت سنج - دورسنج و ضبط صوت این خودرو با داشتن پوشش کرومی خوشرنگ به همراه رنگ قرمز زیبایی خاصی به این کابین بخشیده‌اند و آن را از حالت کسل بودن خارج نموده‌اند.
محل قرارگیری سرعت سنج مناسب است ولی نحوه و محل قرارگیری دورسنج موتور چندان جالب نیست و شاید اگر آن را از کنار دریچهٔ کولر به کنار نشان دهندهٔ بزرگ‌تر منتقل می‌ساختند موقعیت بهتری به وجود می‌آمد.
دکمه های موجود در کابین نیز زیاد نیستند و آن معدود دکمه ها نیز با داشتن پوشش صورتی رنگ خود کابین را به نحو جالبی روشن کرده‌اند. اما این جالب بودن دال بر زیبایی حتمی آن نیست و شاید اگر از رنگ گرمتر یا سردتری استفاده می‌شد کابین زیبایی بهتری میافت.

### موتورها
| موتورهای بنزینی   | موتورهای بنزینی | موتورهای بنزینی | موتورهای بنزینی                                | موتورهای بنزینی                                   | موتورهای بنزینی                           | موتورهای بنزینی                       | موتورهای بنزینی                      |
| نوع               | آرایش سیلندرها  | حجم             | قدرت                                           | گشتاور                                            | ۰–۱۰۰ کیلومتر بر ساعت (۰–۶۲ مایل بر ساعت) | بیشینه سرعت                           | میزان CO2 تولیدی موتور (گرم/کیلومتر) |
| ----------------- | --------------- | --------------- | ---------------------------------------------- | ------------------------------------------------- | ----------------------------------------- | ------------------------------------- | ------------------------------------ |
| ۱٫۰آی ۱۲ سوپاپ    | آی۳             | ۹۹۸ سی‌سی        | ۶۷ اسب بخار (۵۰ کیلووات) در ۶٬۰۰۰ دور بر دقیقه | ۹۳ نیوتن متر (۶۹ پوند-فوت) در ۳٬۶۰۰ دور بر دقیقه  | ۱۴٫۳ ثانیه                                | ۱۵۸ کیلومتر بر ساعت (۹۸ مایل بر ساعت) | ۱۰۶                                  |
| موتورهای دیزلی    |                 |                 |                                                |                                                   |                                           |                                       |                                      |
| نوع               | آرایش سیلندرها  | حجم             | قدرت                                           | گشتاور                                            | ۰–۱۰۰ کیلومتر بر ساعت (۰–۶۲ مایل بر ساعت) | بیشینه سرعت                           | میزان CO2 تولیدی موتور (گرم/کیلومتر) |
| ۱٫۴اچ‌دی‌آی ۸ سوپاپ | آی۴             | ۱٬۳۹۸ سی‌سی      | ۵۴ اسب بخار (۴۰ کیلووات) در ۴٬۰۰۰ دور بر دقیقه | ۱۳۰ نیوتن متر (۹۶ پوند-فوت) در ۱٬۷۵۰ دور بر دقیقه | ۱۵٫۶ ثانیه                                | ۱۵۴ کیلومتر بر ساعت (۹۶ مایل بر ساعت) | ۱۰۹                                  |

### ایمنی
از آنجاییکه هر سه خودروی پژو ۱۰۷، سیتروئن سی۱ نسل اول و تویوتا آیگو نسل اول کاملاً یکسان هستند، مؤسسه یورو ان‌سی‌ای‌پی نتایج حاصل از تست هریک را به بقیه خودروها نیز تعمیم داده است. از این رو، سیتروئن سی۱ به عنوان نماینده هر سه خودرو در سال ۲۰۰۵ و تویوتا آیگو به عنوان نماینده هر سه خودرو در سال ۲۰۱۲ مورد تست تصادف این مؤسسه قرار گرفتند.
| نتایج تست سال ۲۰۰۵  |         |
| حفاظت از سرنشینان   | ۴ ستاره |
| ایمنی کودک          | ۴ ستاره |
| حفاظت از عابر پیاده | ۲ ستاره |

| نتایج تست سال ۲۰۱۲                          |     |
| امتیاز مجموع کسب شده از مؤسسه یورو ان‌سی‌ای‌پی |     |
| حفاظت از سرنشینان                           | ۶۸٪ |
| ایمنی کودک                                  | ۷۳٪ |
| حفاظت از عابر پیاده                         | ۵۳٪ |
| ایمنی فعال                                  | ۷۱٪ |

## نسل دوم

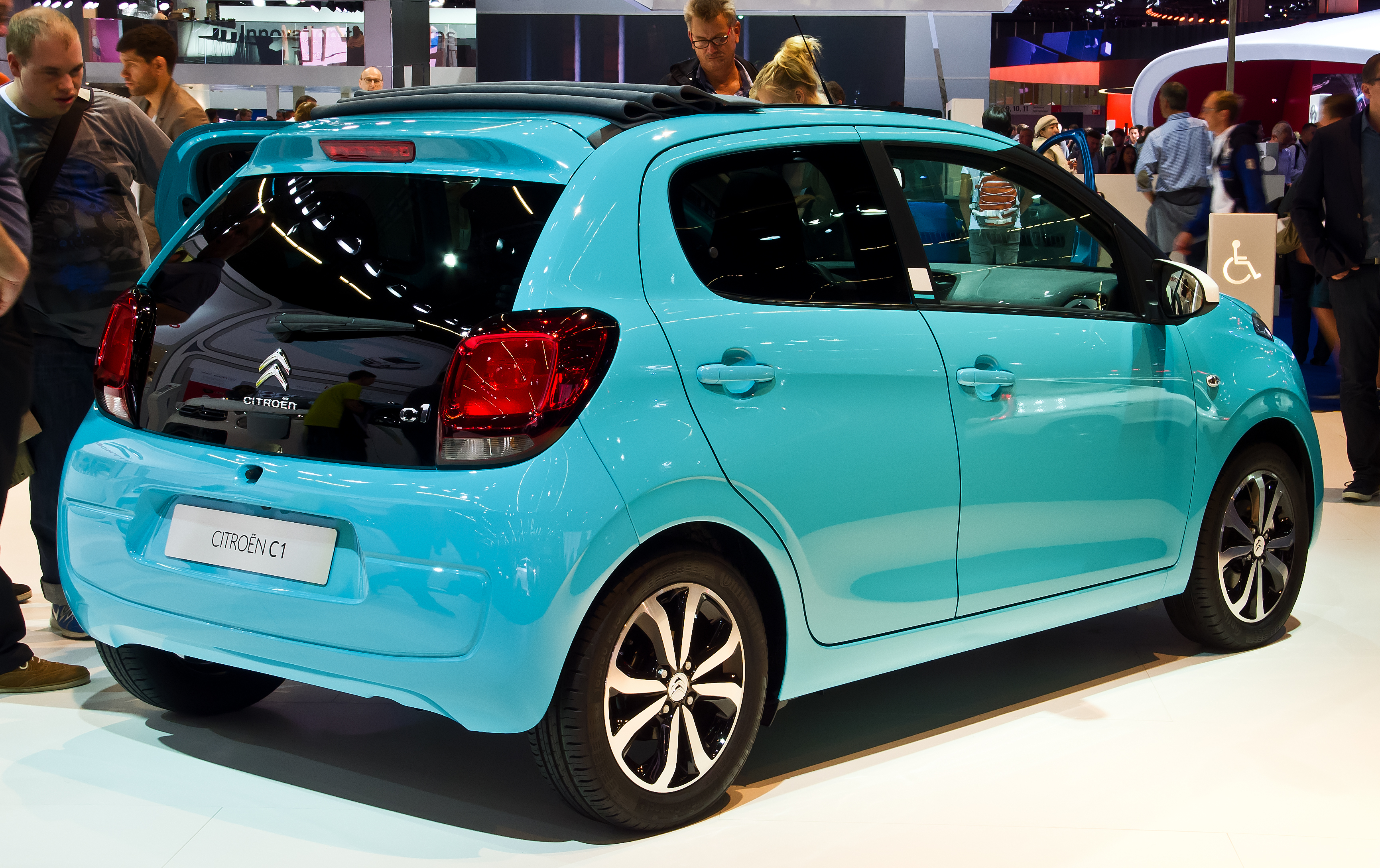
نمای پشت

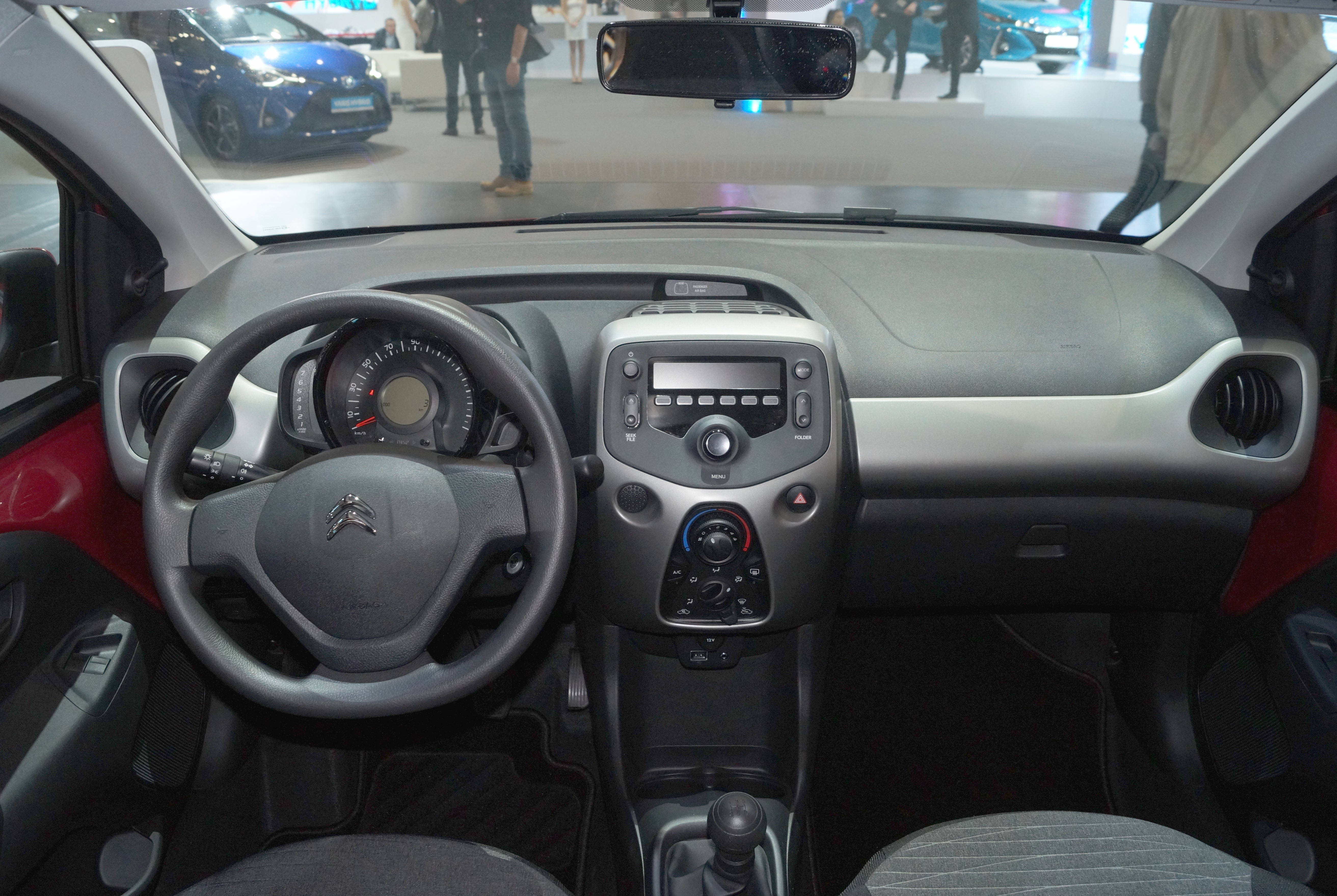
طراحی کابین

نسل دوم این خودرو در سال ۲۰۱۴ و هم‌زمان با پژو ۱۰۸ و نسل دوم تویوتا آیگو معرفی شد. این خودرو به همراه خودروهای پژو ۱۰۸ و تویوتا آیگو، به صورت مشترک بر روی پلت فرم یکسان در کارخانه تویوتا پژو سیتروئن اتومبیل چک در کلین جمهوری چک تولید می‌شود. این نسل از سی۱ در کلاس خودروی شهری قرار می‌گیرد.

### ایمنی
از آنجاییکه هر سه خودروی پژو ۱۰۸، سیتروئن سی۱ نسل دوم و تویوتا آیگو نسل دوم کاملاً یکسان هستند، مؤسسه یورو ان‌سی‌ای‌پی نتایج حاصل از تست هریک را به بقیه خودروها نیز تعمیم داده است. از این رو، تویوتا آیگو به عنوان نماینده هر سه خودرو در سال ۲۰۱۴ مورد تست تصادف این مؤسسه قرار گرفت و موفق به کسب چهار ستاره از پنج ستاره ایمنی شد.
| نتایج تست سال ۲۰۱۴                          |     |
| امتیاز مجموع کسب شده از مؤسسه یورو ان‌سی‌ای‌پی |     |
| حفاظت از سرنشینان                           | ۸۰٪ |
| ایمنی کودک                                  | ۸۰٪ |
| حفاظت از عابر پیاده                         | ۶۲٪ |
| ایمنی فعال                                  | ۵۶٪ |

## تولید و فروش
| سال  | تولید   | فروش    | توضیح                               |
| ۲۰۰۹ | ۱۱۶٬۱۰۰ | ۱۱۷٬۰۰۰ |                                     |
| ۲۰۱۰ | ۱۰۲٬۲۵۰ | ۱۰۵٬۲۰۰ |                                     |
| ۲۰۱۱ | ۸۸٬۶۶۹  | ۸۷٬۶۷۳  | مجموع تولید به ۶۳۹٬۷۶۰ دستگاه رسید. |
| ۲۰۱۲ | ۶۵٬۸۰۰  | ۶۶٬۷۰۰  | مجموع تولید به ۷۰۵٬۶۰۰ دستگاه رسید. |
| ۲۰۱۳ | ۵۸٬۴۷۰  | ۵۹٬۵۰۰  |                                     |
| ۲۰۱۴ | ۶۴٬۶۵۰  | ۶۲٬۵۰۰  |                                     |
| ۲۰۱۵ | ۶۰٬۶۳۰  | ۶۲٬۱۰۰  |                                     |

## نگارخانه

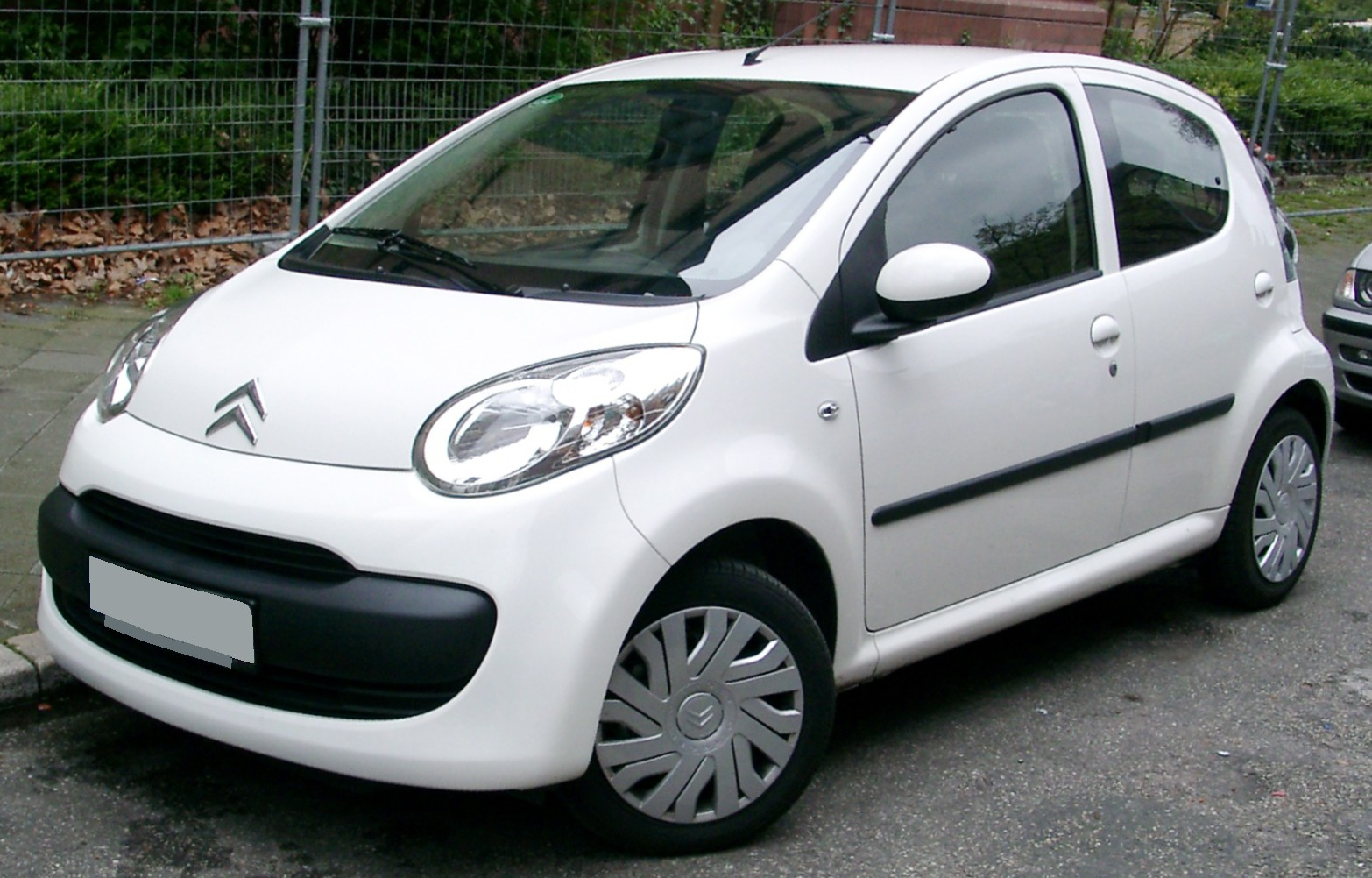
سیتروئن سی۱ نسل اول فاز یک
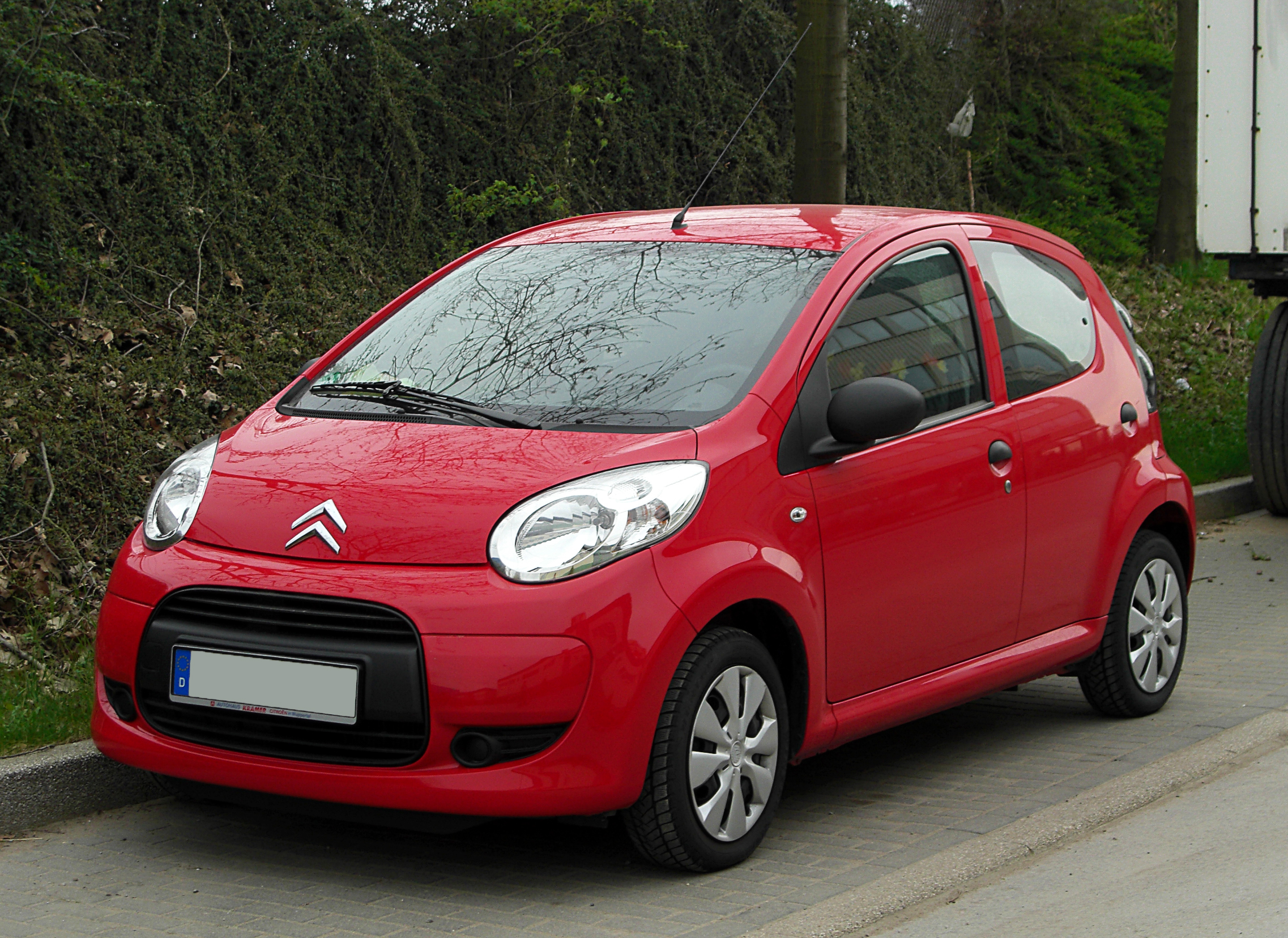
سیتروئن سی۱ نسل اول فاز دو
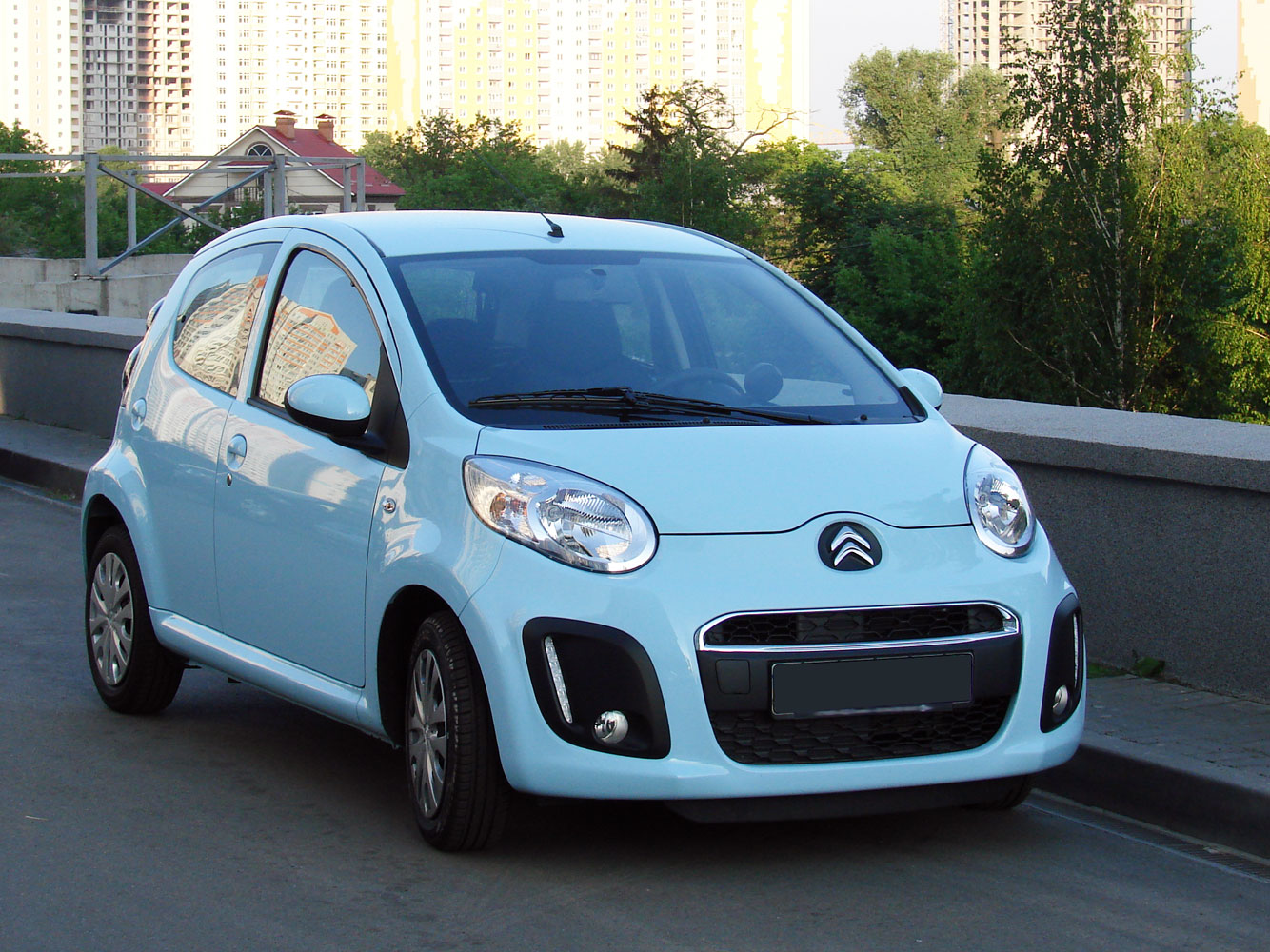
سیتروئن سی۱ نسل اول فاز سه
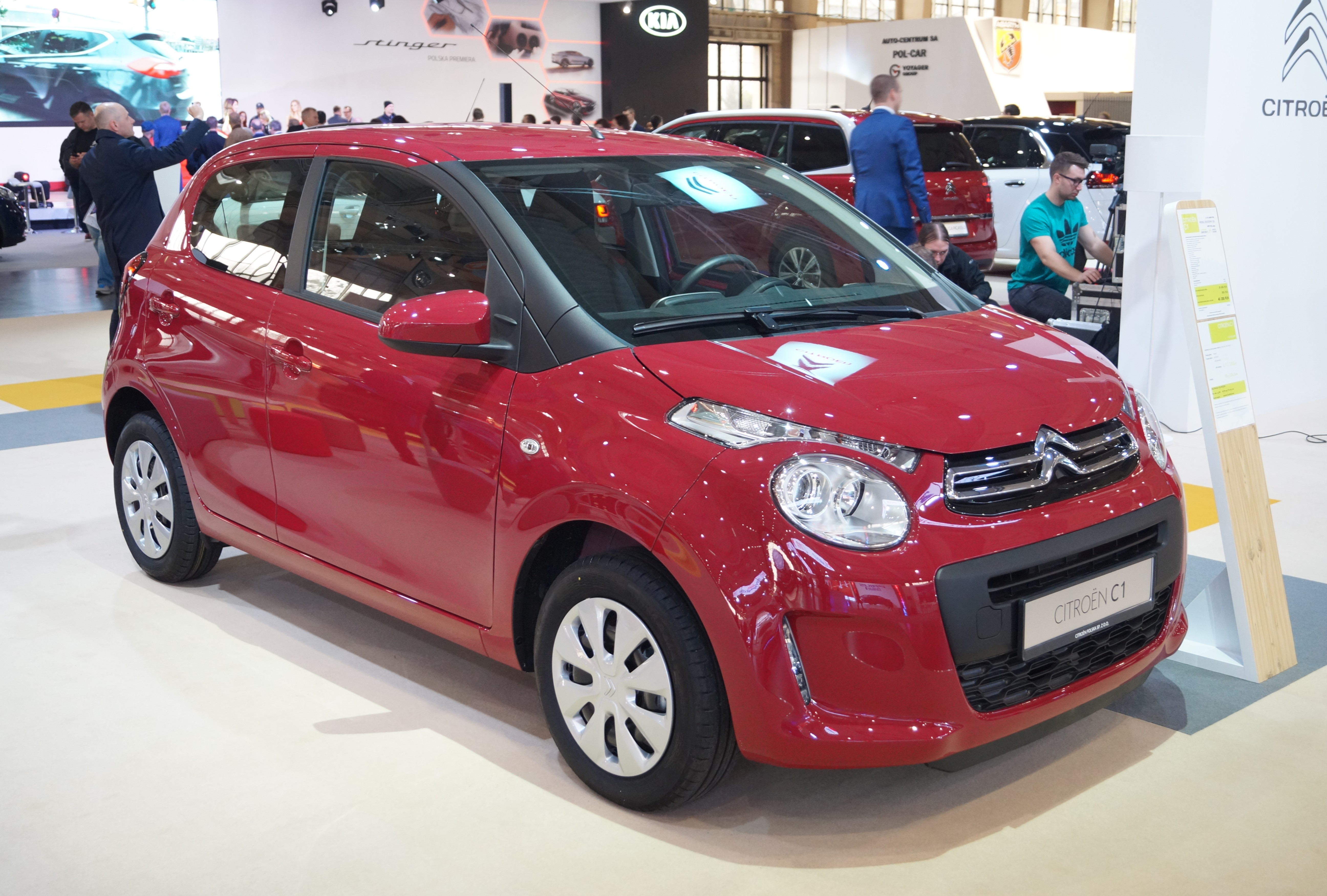
سیتروئن سی۱ نسل دوم